# Арналь (футболист)
Арналь Льиберт Конде Карбо (исп. Arnal Llibert Conde Carbó; род. 21 ноября 1980 года в Жироне) — испанский футболист, нападающий, спортивный директор клуба «Химнастик».

## Карьера
Арналь начинал свою карьеру в скромных каталонских командах, а в 1998 году вошёл в систему «Эспаньола». За «Эспаньол Б» он дебютировал в 1999 году и провёл в его составе три сезона, забив тринадцать голов. Следующим клубом игрока стал «Леганес», где Арналь забил всего шесть голов за сезон. Затем за пять лет игрок сменил пять клубов второй и третьей испанских лиг, нигде ничем особенным не отметившись. В 2007 году он пополнил состав «Жироны», где стал одним из лидеров команды и помог этому клубу выйти в Сегунду. В следующем сезоне роль Арналя была пересмотрена и он принял решение покинуть «Жирону». Следующие четыре года форвард выступал за различные кипрские клубы из высшего дивизиона. Летом 2013 года Арналь перешёл в мальтийскую «Валлетту», однако провёл в этой команде лишь один месяц. В итоге первую половину сезона нападающий провёл в стане «Олота» из Сегунды В. Вторую половину сезона игрок отыграл в более серьёзном «Алькорконе». Летом 2014 года Арналь перешёл в индийский «Атлетико» из Калькутты. Свой единственный гол в составе этой команды он забил 12 октября в матче против «Мумбаи Сити». После окончания контракта с индийской командой Арналь вернулся домой и присоединился к скромному клубу Терсеры «Манльеу».

## Достижения
- Победитель Сегунды В (1): 2007/08
- Чемпион Индии (1): 2014